# Тверской, Александр Давыдович
Алекса́ндр Давы́дович Тверско́й (1924—1990) — русский писатель, поэт и переводчик, сценарист.

## Биография
Родился в семье врача Давида Мееровича Тверского. Окончил школу (1941), Вольское военное училище (1944). Участник Великой Отечественной войны, командир взвода управления разведки в составе 70-й армии 2-го Белорусского фронта. После войны учился в Военной академии, но оставил её, чтобы заниматься литературным трудом. Окончил филологический факультет МГУ им. М.В. Ломоносова (1955). Несколько лет работал в редакции «Пионерской правды». Награждён медалями. Член Союза писателей СССР (1960).
Был дружен с Назымом Хикметом, написал о нём книгу, переводил его стихи и сказки.

## Произведения

### Проза
- Турецкий марш: Повесть. М., 1965 г.[3]
- Новые флаги: Очерки. М., 1979. В соавторстве с М.Волковым

### Критика
- Песня над Босфором: Рассказы о Назыме Хикмете. М., 1959
- Георгий Гулиа, как он есть. Тбилиси, 1981

### Драматургия
- Рассказ одной девушки: Пьеса. М., 1960

### Переводы
- Дети мира поют : песни зарубежных стран. М., 1957; 2-е изд, испр. и доп., 1959
- Мехов В. Красный губернатор. М., 1962
- Якимович А. Васильев курган. М., 1964
- Хикмет Н. Сказки. М., 1965
- Мунгонов Б. Чёрный ветер. М., 1970
- Сметанин Т. Е. Егор Чэрин. М., 1970
- Иваненко О. Сандалики, первая скорость! Пять сказок. М., 1972
- Мусаев М. После выстрела. М., 1973
- Славкович Д. Федоскины каникулы. М., 1980
- Якимович А. Васильев курган. Повести. М., 1984
- Дрофань А. Тайна голубого дворца. Роман. М., 1985
- Кашин В. Справедливость — моё ремесло. Романы. М., 1987
- Бережной В. Сенсация на Марсе. Научно-фантастические повести и рассказы. М., 1988

## Фильмография
- 1961 — Самые первые (фильм) — сценарист
- 1973 — Умные вещи (фильм) — сценарист